# Sing No Sad Songs for Me
Sing No Sad Songs for Me — студійний альбом американської джазової співачки Лорес Александрії, випущений у 1961 році лейблом Argo.

## Опис
Лорес Александрія була дуже експресивною і сильною співачкою. В цьому альбому акцент зроблений на балади і джазові стандарти, зокрема Лорес виконує такі пісні, як «Gloomy Sunday», «Motherless Child» і «A Loser's Lullaby». Аранжування і диригування належить Райлі Гемптону, однак складу оркестру невідомий.

## Список композицій
1. «A Loser's Lullaby» (Шерман Едвардс, Сід Вейн) — 3:45
2. «Trouble In Mind» (Р. Дж. Джонс) — 3:05
3. «Sing No Sad Songs for Me» (Діно Куррей) — 3:05
4. «Gloomy Sunday» (Реже Шерешш, Ласло Явор, Сем М. Льюїс) — 3:12
5. «Motherless Child» — 2:21
6. «Who» (С. Льюїс) — 2:40
7. «I'll Remember April» (Джин ДеПол, Бадді Джонсон, Дон Рей) — 2:55
8. «Lonesome Road» (Натаніель Шілкрет, Джин Остін) — 3:20
9. «They Can't Take That Away From Me» (Джордж Гершвін, Айра Гершвін) — 2:15
10. «All My Love» (С. Льюїс) — 2:35

## Учасники запису
- Лорес Александрія — вокал
- Райлі Гемптон — диригування, аранжування

Технічний персонал
- Ральф Басс — продюсер
- Рон Мало — інженер
- Дон С. Бронстейн — обкладинка
- Ральф Дж. Глісон — текст